# Alexander Kidd
Alexander Kidd (? - 24 octobre 1921) est un ancien tireur à la corde britannique. Il a participé aux Jeux olympiques de 1908 avec l'équipe britannique de tir à la corde "Liverpool Police" et remporté une médaille d'argent.